# Buchschwabach
Buchschwabach is een plaats in de Duitse gemeente Roßtal, deelstaat Beieren.